# Camilla Scarampi
Camilla Scarampi (Asti, 1470/1475 – post 1523) è stata una nobildonna e poetessa italiana.

## Biografia
Nata da nobile famiglia, ricevette una buona formazione, che contemplò anche l'apprendimento del latino e divenne una delle poetesse più illustri del suo tempo.
Famosa per la sua bellezza, entrò alla corte di Beatrice d'Este, duchessa consorte di Milano intorno al 1500 e sposò Ambrogio Guidobono (?-1517), funzionario degli Sforza. Grazie al suo posto a corte, conobbe numerosi poeti e artisti: Bramante, Leonardo da Vinci, Giovanni Antonio Amadeo, Lancino Curti, Vincenzo Calmeta. Divenne amica del filosofo poeta Panfilo Sasso, ma fu il novelliere Matteo Bandello che ricordò più spesso Camilla. 
Era nipote della poetessa Margherita Pelletta Tizzoni, contessa di Dezana.
Opere di Camilla Scarampi sono contenute in:
- Luisa Bergalli, Componimenti poetici delle più illustri rimatrici di ogni secolo, tomo I, p. 34.[5]

## Omaggi poetici e letterari
Il poeta Matteo Bandello ha dedicato a Camilla Scarampi la Novella XIII della Prima parte (1554). È ancora citata in Canti XI delle lodi della signora Lucrezia Gonzaga di Gazuolo (1545).
Luca Valenzano da Tortona le ha dedicato Il Camildeo, stampato a Venezia.